# Нова Збелютка
Нова Збелютка (пол. Nowa Zbelutka) — село в Польщі, у гміні Лаґув Келецького повіту Свентокшиського воєводства.
Населення — 227 осіб (2011).
У 1975-1998 роках село належало до Келецького воєводства.

## Демографія
Демографічна структура на день 31 березня 2011 року:
|          | Загалом | Допрацездатний вік | Працездатний вік | Постпрацездатний вік |
| -------- | ------- | ------------------ | ---------------- | -------------------- |
| Чоловіки | 108     | 13                 | 76               | 19                   |
| Жінки    | 119     | 23                 | 59               | 37                   |
| Разом    | 227     | 36                 | 135              | 56                   |